# Zionist Occupied Government
Zionist Occupied Government (deutsch: Zionistisch besetzte Regierung, abgekürzt ZOG) ist ein in rechtsextremistisch-antisemitischen Kreisen verwendetes politisches Schlagwort. Es verweist auf die Verschwörungstheorie des als homogen imaginierten Weltjudentums, das sich angeblich die Globalisierung zunutze mache, um insgeheim verschiedene nationale Regierungen zu kontrollieren.

## Begriffsgeschichte

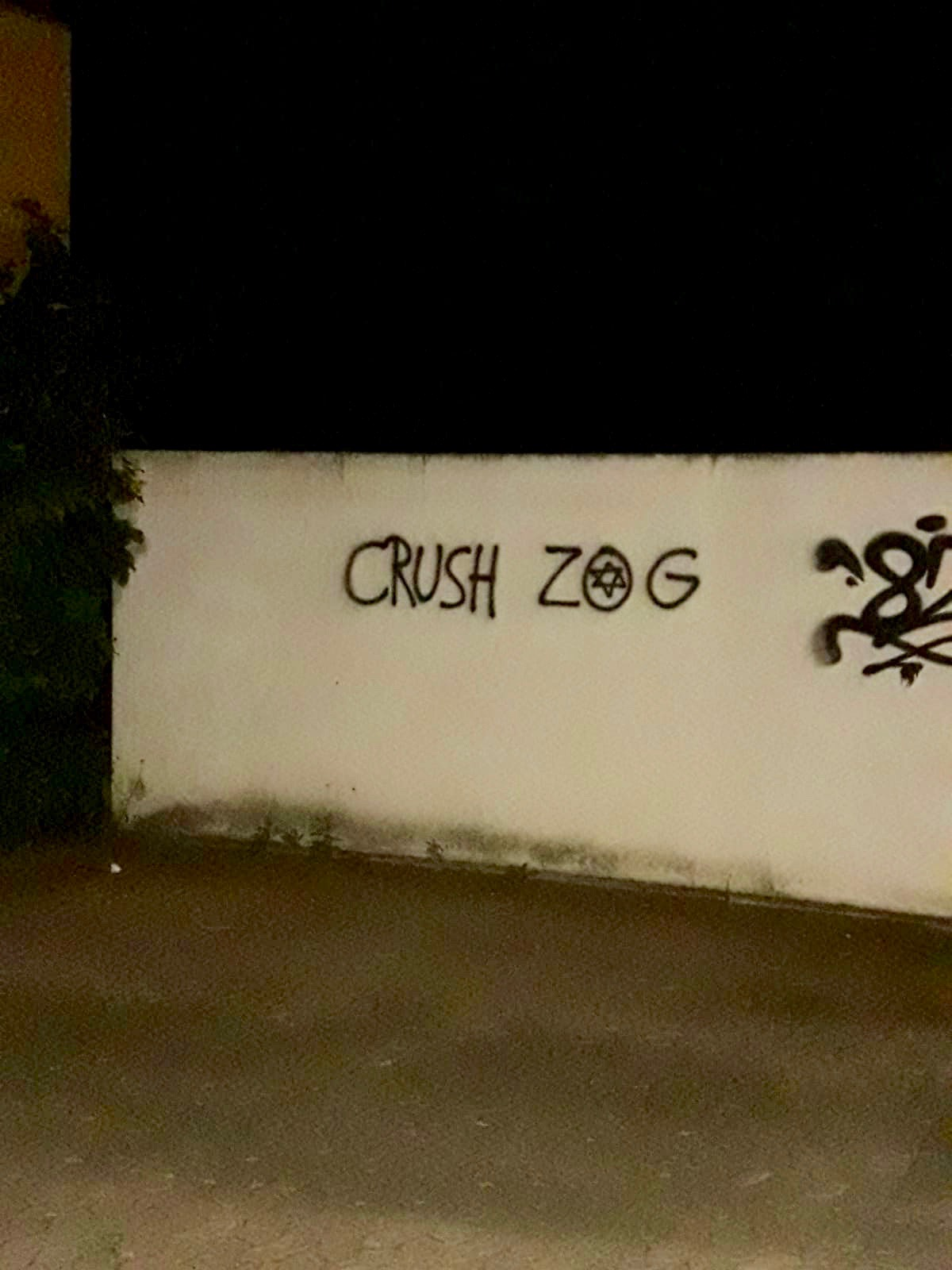
Antisemitisches „ZOG“-Graffiti mit dem Schriftzug „Crush ZOG“ (deutsch: „vernichte zionistisch besetzte Regierung“) an einer Garagenwand.

Die Abkürzung ZOG tauchte erstmals 1976 in einem Pamphlet des amerikanischen Neonazis Eric Thomson auf. 1978 verwendete es dann William Luther Pierce, ein Mitglied der American Nazi Party, in seinem Roman The Turner Diaries. Darin wird erzählt, wie weiße, christliche Patrioten in den Vereinigten Staaten einen Guerillakrieg gegen die angeblich jüdisch kontrollierte Regierung in Washington starten, die ihnen das Recht, Waffen zu tragen, nehmen möchte. Der Roman endet damit, dass die Rebellen einen Atomschlag gegen Israel führen.
Einer breiteren Öffentlichkeit wurde der Begriff 1984 bekannt, als die New York Times darüber berichtete. Der Begriff verbreitete sich unter zahlreichen rechtsgerichteten Gruppierungen in den Vereinigten Staaten, von Rassisten, die an eine White Supremacy glauben, über Anhänger der amerikanischen Milizbewegung bis zu christlichen Fundamentalisten wie Randy Weaver, die glauben, in der Endzeit zu leben. Die Christian-Identity-Bewegung, die annimmt, nur die Weißen würden von Adam abstammen, Juden dagegen seien Abkömmlinge Satans, stigmatisiert die US-Regierung als „zionistisch besetzt“. Ihre Anhänger verweigern daher Steuerzahlungen und lehnen staatliche Ausweispapiere als das „Malzeichen des Tieres“ (Offb 13,16 ) ab. Sie trugen zum Wandel der antisemitischen Stereotype in den USA bei, vom traditionellen Bild des verachteten Diaspora-Juden bis in die Gegenwart, wo im amerikanischen Rechtsextremismus die Vorstellung vorherrscht, das Judentum wäre eine politische Macht, die nach der Weltherrschaft strebe. Der Rechtsterrorist Timothy McVeigh betrachtete seinen Bombenanschlag auf das Murrah Federal Building in Oklahoma City 1995 als einen Schlag gegen die ZOG. Seit den 1990er Jahren findet das Schlagwort auch bei Rechtsextremisten anderer westlicher Länder wie auch Deutschland, auch als Codewort, Verwendung, oft verbunden mit einer antiamerikanischen Stoßrichtung.

## Inhalt
Der Begriff Zionist Occupied Government richtet sich zentral gegen Globalismus, also die Vorstellung, dass internationale Zusammenarbeit und Globalisierung für alle Beteiligten Vorteile bringen. Er greift dabei die alte Idee einer jüdischen Weltverschwörung auf, wie sie etwa Protokolle der Weisen von Zion skizziert wurde. Dort wird behauptet, reiche Juden würden konspirieren, um eine Weltregierung zu errichten. In den Verschwörungstheorien, die sich um diesen Begriff ranken, wird unterstellt, dass die Medien, das Finanzwesen, Schulen und liberale Politiker von Juden kontrolliert würden. Letztere würden sie dazu bewegen, Affirmative Action für eine echte Gleichstellung der Afroamerikaner zu befürworten, das Recht auf Abtreibung, Waffenkontrolle, Einwanderung und Multikulturalismus. Als Beweis wird häufig die Außenpolitik der Vereinigten Staaten gegenüber Israel angegeben sowie deren Mitgliedschaft in den Vereinten Nationen und anderen internationalen Organisationen, die einen weitgehenden Verzicht auf ihre Souveränität und Selbstbestimmung vorbereiten würden. Einige Anhänger der Verschwörungstheorie glauben, die Streitkräfte der Vereinigten Staaten würden sich darauf vorbereiten, alle Schusswaffen im Land, die sich noch in der Hand von „Patrioten“ befinden, zu beschlagnahmen und den Ausnahmezustand durchzusetzen. Andere sehen in der jüdisch gelenkten Verschwörung, an die sie glauben, ein Zeichen für die herannahende Herrschaft des Antichrist, die in der apokalyptischen Endschlacht Harmagedon von Gott selbst vernichtet werden würde.

## Abwandlungen und verwandte Begriffe

### Zionist Occupation Government, Zionist Occupied Remote Government
Neben Zionist Occupied Government taucht seltener auch die ursprünglich von Thomson geschaffene Langform Zionist Occupation Government („Zionistische Besatzungsregierung“) für das Akronym ZOG auf, ebenso ZORG als Abkürzung für Zionist Occupied Remote Government („Zionistisch besetzte Marionettenregierung“). Auch die Abkürzung JOG für Jewish Occupied Government („Jüdisch besetzte Regierung“) hat eine ähnliche Bedeutung.

### Judenrepublik
Judenrepublik hat eine ähnliche Bedeutung wie ZOG, bezieht sich dabei aber auf die deutsche Bundesregierung und beschreibt eine angebliche Kontrolle Deutschlands durch „Juden“. Der Begriff wurde bereits in der Weimarer Republik auf die Reichsregierung angewendet.

### USrael
USrael ist ein Schachtelwort aus USA und Israel. Antisemitische Verschwörungsideologen nutzen den Begriff, um damit zum Ausdruck zu bringen, dass in Wahrheit Israel bzw. „die Juden“ die USA regieren.